# Tonel

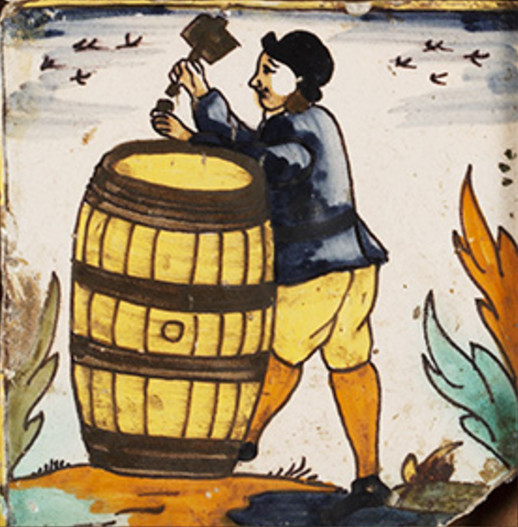
Azulejo com a figura de um toneleiro.

Tonel é uma grande vasilha para armazenamento de materiais líquidos ou sólidos com capacidade igual ou superior a duas pipas. Equivale a aproximadamente a 957,6 litros, medindo no passado 1,5 metros de altura por 1 metro de largura.

## Náutica
Esta unidade de medida foi utilizada para o cálculo da arqueação das embarcações de grande porte na época das Grandes Navegações.

## Indústria de bebida
Os barris são feitos de varas de madeira vertical e ligadas por aros de madeira ou metal, são toneis específicos usados para colocar líquidos principalmente bebidas alcoólicas.